# 八里区

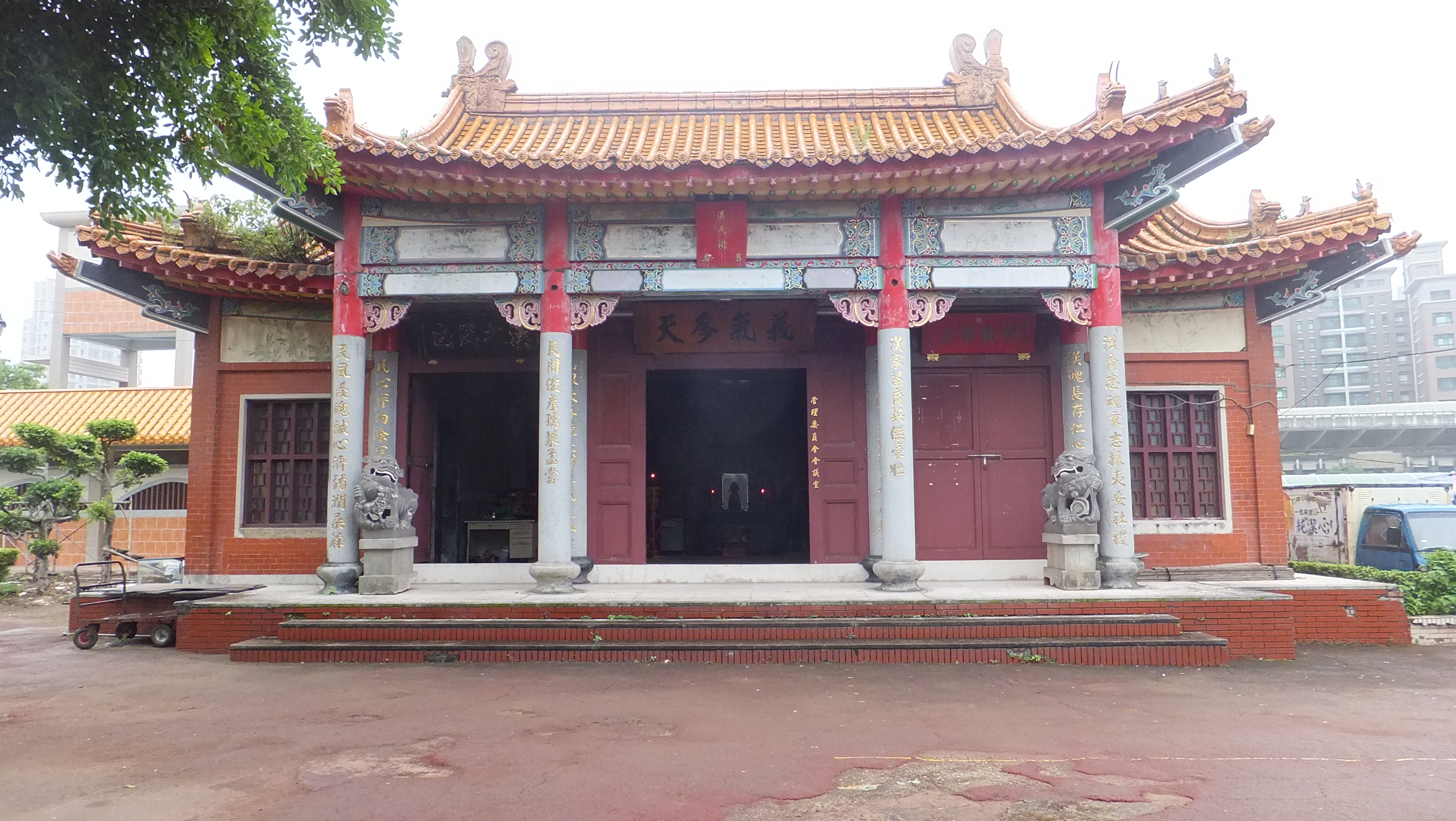
八里漢民祠（廖添丁廟）

八里区（バーリー/はちり-く）は台湾新北市の市轄区。

## 地理

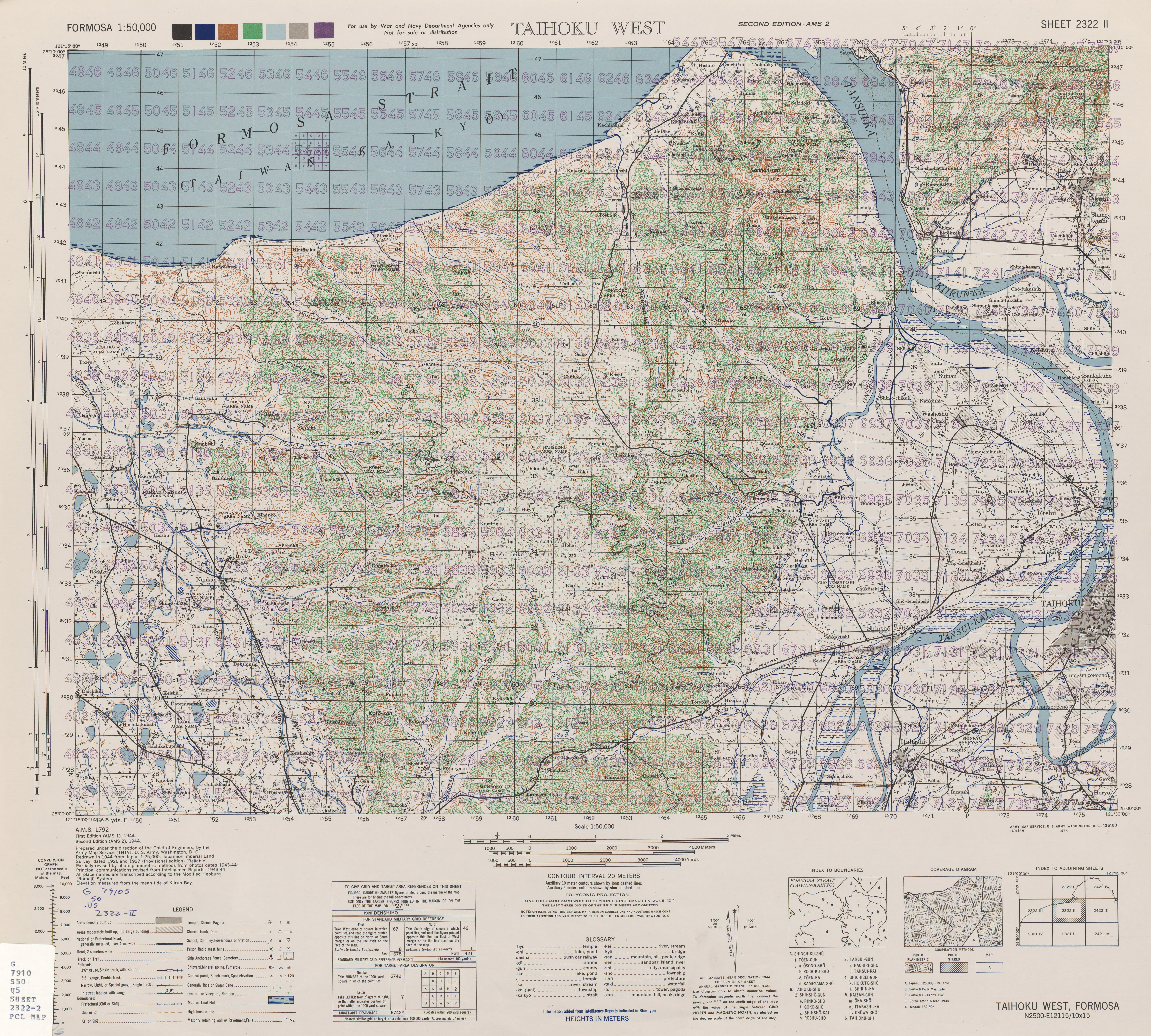
八里 Hachirifun (1944)

八里区は台北盆地の西北端、淡水河の河口西岸に位置している。東北は淡水河を隔てて淡水区と、西は林口区と、南は観音山を隔てて五股区とそれぞれ接し、西北は台湾海峡を臨む。地形の約2/3は丘陵地であり、その他は平坦な沿海部に分類できる。

## 歴史
明代の1605年、スペイン人が淡水河を遡上して台北盆地に到着した際、武澇湾番社の3大部落（現在の新竹、宜蘭一帯）を降伏させ支配下に置いた。その中の地名に「Parecuchu」とあり、それが「八里」に転訛したとされる。また別説では1358年頃に八里地区で活動していた原住民の「Arieun」が転訛したものとも伝えられる。2010年12月25日には台北県が新北市に改編されたことに伴い八里区と改編され現在に至っている。

## 行政区
| 里                                                                             |
| ------------------------------------------------------------------------------ |
| 埤頭里、頂罟里、旧城里、訊塘里、荖阡里、下罟里、長坑里、龍源里、米倉里、大崁里 |

## 教育
| 区分 | 数 | 名称                                                                                                 |
| ---- | -- | --- |
| 大学 | -  | - |
| 高中 | 1  | 私立聖心女子高級中学                                                                                 |
| 高職 | -  | - |
| 国中 | 1  | 新北市立八里国民中学                                                                                 |
| 国小 | 5  | 新北市立八里国民小学 新北市立米倉国民小学 新北市立大崁国民小学 新北市立長坑国民小学 私立聖心国民小学 |

## 歴代区長
http://tour.tpc.gov.tw/

## 観光
- 八里開台天后宮（中国語版）
- 八里代天府奉天宮（中国語版）
- 八里漢民祠（中国語版）
- 台北港
- 大坌坑遺跡（中国語版）
- 十三行遺跡（中国語版）
- 十三行博物館（中国語版）